# Нийл Стивънсън
Нийл Таун Стивънсън (на английски: Neal Town Stephenson) е известен предимно като автор на научна фантастика, и по-конкретно жанра пост-киберпънк. В книгите си често проявява наклонност към изследване на математиката, валутите и историята на науката. Пише също така нефантастични статии на тема технология в издания като списанието Wired, и допълнително работи като консултант към Блу Ориджин – фирма (финансирана от Джеф Безъс, която се занимава с разработката на пилотируема система за суборбитални полети.
Писал е (предимно заедно с писателя Дж. Фредерик Джордж) и под псевдонима Стивън Бъри (на английски: Stephen Bury).

## Биография
Роден е във Форт Мийд, Мериленд (седалището на Агенцията за национална сигурност на САЩ), в семейство на инженери и учени в областта на природоматематическите науки. Баща му е професор по електроинженерство, майка му е работила в биохимична лаборатория; единият му дядо е професор по физика, другият – по биохимия. Семейството му се премества през 1960 г. в метрополна зона Шампейн – Ърбана в щ. Илинойс, а след това през 1966 г. – в Еймис, щ. Айова.
Нийл завършва Еймиската гимназия през 1977 г. и следва висше образование в Бостънския университет. Отначало учи физика, но се прехвърля към географията, когато открива, че това ще му даде повече възможност за работа на централния университетски компютър. Завършва през 1981 г. като бакалавър по география, с допълнителна специалност „Физика“.
Първият му роман, „Големият У“ („The Big U“), е издаден през 1984 г. Романът не постига особена популярност, и дълго време не е бил преиздаван. От 1984 г. насам Нийл Стивънсън живее предимно по северната част на тихоокеанското крайбрежие на САЩ; живее със семейството си в Сиатъл, щат Вашингтон.

## Литературни творби
След „Големият У“, Стивънсън публикува и екотрилъра „Зодиак“, но получава известност чак през първата половина на 1990-те с романа „Снежен крах“, излязъл през 1992 г. Романът слива меметиката, компютърните вируси и други високотехнологични теми с шумерската митология, а също и с анализ на разликите между идеологии като либертаризма, строго пазарния капитализъм и комунизма. Написал е и още няколко романа, средно по един на четири години:
- „Диамантената ера, или Илюстрирано ръководство за една млада дама“ (1995 г.), която описва бъдеще с широко използване на нанотехнологии и с динамични учебници (англ. Dynabooks).
- „Криптономикон“ (1999 г.), новела от 3 книги, която обсъжда концепции от теоретичната кибернетика, през изследванията на Алън Тюринг върху криптоанализа и криптографията в Блечли Парк през Втората световна война, та до съвременни опити да бъде създадено убежище за данни (англ. data haven). В някои държави книгата е била издавана като три отделни тома.
- „Бароковият цикъл“ е исторически роман-цикъл, който в някои отношения е предистория на „Криптономикон“. Състои се от осем книги, и по-късно те са били издавани и поотделно, но отначало е бил публикуван в 3 тома. (Подобно в 3 тома е бил публикуван романът „Властелинът на пръстените“, който се състои всъщност от 6 книги.)
  - „Живак“ (2003 г.) – съдържа книгите „Живак“ (Quicksilver), „Кралят на разбойниците“ (The King of the Vagabonds) и „Одалиска“ (Odalisque).
  - „Объркването“ (2004 г.) – съдържа книгите „Бонанза“ (Bonanza) и „Хунтата“ (The Juncto).
  - „Системата на света“ (2004 г.) – съдържа книгите „Златото на Соломон“ (Solomon's Gold), „Валута“ (Currency) и „Системата на света“ (The System of the World).

С издаването през 2003 г. на „Живак“ Стивънсън създава Метамрежата (англ. The Metaweb) – уики, използващо същия софтуер като Уикипедия, и посветено на идеите и историческия период, описвани в книгата.

## Стил на писане
В по-ранните си романи Нийл Стивънсън използва големи количества метафори и образи, идващи от популярната култура. Типични са бързият, стегнат диалог и пространните описателни монолози. Тонът на книгите му е смятан за по-малко сериозен и образователен от този на други киберпънкови произведения, например на Уилям Гибсън.
По-късни негови произведения показват сродство със стиймпънка – например „Диамантената ера“ обрисува нво-викториански герои, и използва нео-викториански литературни концепции. Отделни намеци в последващи произведения, напр. „Криптономикон“ и „Бароковият цикъл“ мключват и елементи от готическия роман (главно образът на Енох Рут и свързаните с него теми). Твърдението, че „Криптономикон“ и „Бароковият цикъл“ са научнофантастични произведения, може да бъде оспорвано. Нийл Стивънсън обаче настоява, че те са такива, и издателите обикновено ги класифицират така.
Книгите на Стивънсън обикновено имат сложни и заплетени сюжети, базирани едновременно на голям брой технологични и социологични идеи. Това го различава от много други автори на класическа фантастика, които най-често се фокусират върху малък набор технологични или социологични идеи, и ги разглеждат изолирано. Тази му наклонност към сложност и детайлност го определя като бароков автор. С печеленето на признание, стилът на книгите на Стивънсън става все по-бароков, и обемът им расте; „Криптономикон“ например е около хиляда страници, и съдържа най-различни отклонения, включително обемна еротична история на тема старинна мебелировка и дълги дамски чорапи.
Характерен аспект на неговите книги е „преломът на събитията“ – рязко ускоряване на сюжетния ход, обикновено на около три четвърти от дължината на романа, придружено от много насилие и общо объркване на героите (а често и на читателите). Друг характерен аспект е рязкото завършване на повествованието, без изразени заключения или развръзки, което понякога оставя читателя „в безтегловност“. Много читатели не одобряват това, но известно количество се възхищават на способността на автора да свърже нишките на повествованието и да приключи голям брой събития в обем от около 20 – 30 страници. Единствената книга на Стивънсън, която прави изключение от тези правила, е „Живак“. Ако обаче „Бароковият цикъл“ се разглежда като цялостно произведение, ходът на „Объркването“ показва, че правилото е в сила.

#### Серия „Бароковия цикъл“
1. „Живак“ (2003)[2]
2. „Объркването“ (2004)
3. „Системата на света“ (2004)

### Публицистика
- „Хората с усмивчиците“, 1993 г.
- „В царството на Мао Бел“, 1994 г. Един милиард китайци използват нови технологии, за да създадат най-бързо растящата икономика на планетата. Само че информацията иска да бъде свободна. А те?
- „Дънната платка на майката Земя“, 1996 г. Хакерът-Турист пътува през три континента, и разказва историята на бизнеса и технологията на презокеанските оптични кабели, а също така проследява полагането на най-дългия кабел на Земята.
- „Глобалната съседска стража“, 1998 г. Спирането на уличната престъпност в глобалното село.
- „В началото... бе командният ред“. 1999 г.[3]
- „Включи, настрой се, вегетирай“ – „Ню Йорк Таймс“, 17 юни 2005 г.